# Ковальчук, Сергей Сергеевич
Серге́й Серге́евич Ковальчу́к (рум. Serghei Covalciuc, род. 20 января 1982, Одесса) — молдавский футболист. Завершил карьеру в 2014 году. Универсальный игрок: мог сыграть на позициях плеймейкера, правого, левого, опорного полузащитника и даже левого или правого защитника.

## Карьера

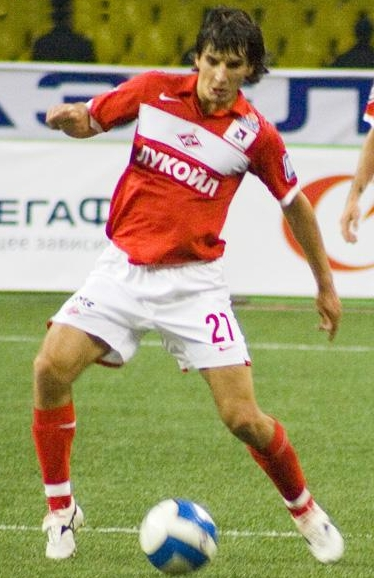
Ковальчук в «Спартаке»

Воспитанник футбольной школы одесского «Черноморца». В 15 лет перешёл в тираспольский «Тилигул» и принял гражданство Молдавии.
После «Тилигула» играл за «Карпаты» (Львов), с середины 2004 года до конца 2009 года выступал за московский «Спартак». Трижды признавался лучшим футболистом Молдавии.
В марте 2007 года принял российское гражданство. После этого получал вызовы в молдавскую сборную, но отказывался от выступлений за национальную команду по настоянию руководства клуба: именно в ходе выступлений за сборную футболист получил несколько серьёзных травм. В феврале 2010 года Сергей Ковальчук выразил готовность вновь выступать за сборную Молдавии, но после разговора с представителями тренерского штаба приезжать в расположение команды отказался.
В декабре 2009 года у Ковальчука закончился срок действия контракта со «Спартаком», после чего он покинул московский клуб. В начале 2010 года Сергей отправился на сборы в Турцию вместе с футбольным клубом «Томь», где играл его младший брат Кирилл. 23 февраля 2010 года было официально объявлено, что Сергей заключил двухлетний контракт с ФК «Томь». Однако после сезона, проведенного в Томи, принял предложение «Жемчужины-Сочи» которая выкупила его контракт.
Сезон 2011—2012 годов провёл более 10 игр в составе родного одесского"Черноморца", воспитанником которого является.
В июне 2012 года пополнил состав казахстанского «Актобе». Дебют пришёлся на матч против чемпиона страны карагандинского «Шахтёра».
21 октября 2013 года Казахстанский информационно-аналитический портал «Республика» опубликовал статью «Маленькие тайны футбольного клуба», которая впоследствии вызвала большой резонанс в Казахстане. Бывший сотрудник «Актобе» обвинил руководство клуба и агента Раджабова в отмывании денег в размере 100 000 евро за Ковальчука, на что агент дал опровержение.
Летом 2014 года завершил профессиональную карьеру.

## Семья
Младший брат, Кирилл — также профессиональный футболист, выступал за сборную Украины

## Достижения
- Чемпион Казахстана: 2013
- Бронзовый призёр чемпионата Казахстана (2012)
- Серебряный призёр чемпионата России (4): 2005, 2006, 2007, 2009
- Финалист Кубка России: 2006
- Финалист Суперкубка России: 2007
- Футболист года в Молдавии (2003, 2004, 2005)

## Статистика выступлений
| Клуб              | Год       | Чемп. | Чемп. | Кубки | Кубки | Еврокубки | Еврокубки | Всего | Всего |
| Клуб              | Год       | Игр   | Гол   | Игр   | Гол   | Игр       | Гол       | Игр   | Гол   |
| ----------------- | --------- | ----- | ----- | ----- | ----- | --------- | --------- | ----- | ----- |
| Тилигул Тирасполь | 1998/99   |       |       |       |       |           |           | 6     | 0     |
| Тилигул Тирасполь | 1999/2000 |       |       |       |       |           |           | 31    | 0     |
| Тилигул Тирасполь | 2000/01   |       |       |       |       |           |           | 26    | 2     |
| Тилигул Тирасполь | 2001/02   |       |       |       |       |           |           | 18    | 5     |
| Карпаты Львов     | 2001/02   |       |       |       |       |           |           | 13    | 0     |
| Карпаты Львов     | 2002/03   |       |       |       |       |           |           | 29    | 3     |
| Карпаты Львов     | 2003/04   |       |       |       |       |           |           | 30    | 1     |
| Спартак Москва    | 2004      | 11    | 0     | 2     | 0     | 1         | 0         | 14    | 0     |
| Спартак Москва    | 2005      | 21    | 2     | 0     | 0     | -         | -         | 21    | 2     |
| Спартак Москва    | 2006      | 23    | 0     | 8     | 0     | 6         | 0         | 37    | 0     |
| Спартак Москва    | 2007      | 2     | 0     | 0     | 0     | 3         | 0         | 5     | 0     |
| Спартак Москва    | 2008      | 17    | 0     | 1     | 0     | 3         | 1         | 21    | 1     |
| Спартак Москва    | 2009      | 16    | 0     | 2     | 0     | 0         | 0         | 18    | 0     |
| Томь              | 2010      | 25    | 0     | 0     | 0     | 0         | 0         | 25    | 0     |